# Sechster Hugenottenkrieg
Der Sechste Hugenottenkrieg (1576–1577) bestand im Grunde nur aus diplomatischen Manövern: Die von den Katholiken dominierten Generalstände von Blois akzeptierten die großen, den französischen Protestanten (Hugenotten) gemachten Zugeständnisse des Edikt von Beaulieu nicht, doch bestätigt der Frieden von Bergerac im September 1577 im Wesentlichen dessen Bestimmungen.